# Posht Kalāt
Posht Kalāt (persiska: پشت کلات) är en ort i Iran.   Den ligger i provinsen Hormozgan, i den sydöstra delen av landet, 1 100 km sydost om huvudstaden Teheran. Posht Kalāt ligger 317 meter över havet och antalet invånare är 363.
Terrängen runt Posht Kalāt är platt åt nordost, men åt sydväst är den kuperad.Runt Posht Kalāt är det ganska glesbefolkat, med 25 invånare per kvadratkilometer. Närmaste större samhälle är Senderk, 15,3 km söder om Posht Kalāt. Trakten runt Posht Kalāt är ofruktbar med lite eller ingen växtlighet.